# Volta ao Algarve de 2017
A 43ª edição da Volta ao Algarve teve lugar de 15 a 17 de fevereiro de 2017. A carreira fez parte do calendário UCI Europe Tour de 2017 em categoria 2.hc. A corrida foi vencida pelo corredor esloveno Primož Roglič da equipa Lotto NL-Jumbo, ante Michał Kwiatkowski (Team Sky) e Tony Gallopin (Lotto-Soudal).

## Apresentação

### Percorrido
Esta edição ira voltar a visitar o Alto da Fóia-Monchique que ira acolher a chegada da segunda etapa da 43.ª edição da Volta ao Algarve finalizou no Alto do Malhão-(Loulé) como na edição anterior.

### Equipas
Classificado em categoria 2.hc da UCI Europe Tour, esta Volta ao Algarve é portanto aberta aos WorldTeams no limite do 70 % das equipas concorrentes, às equipas continentais profissionais, às equipas continentais portuguesas, e às equipas continentais estrangeiras no limite de dois, e a uma equipa nacional portuguesa.
Vinte e cinco equipas participam nesta Volta ao Algarve - doze WorldTeams, seis equipas continentais profissionais e sete equipas continentais :
| Equipes WorldTeam (12)- Astana - Bora-Hansgrohe - Cannondale-Drapac - Dimension Data - FDJ - Katusha-Alpecin - Lotto NL-Jumbo - Movistar Team - Quick-Step Floors - Sky - Trek-Segafredo - Lotto-Soudal Equipes profissionais Continentais (6)- Caja Rural-Seguros RGA - Cofidis, Solutions Crédits - Gazprom-RusVelo - Manzana Postobón - Roompot-Nederlandse Loterij - Wanty-Groupe Gobert Equipes Continentais (7)- Efapel - LA Alumínios-Metalusa-BlackJack - Louletano-Hospital de Loulé - Rally Cycling - RP-Boavista - Sporting-Tavira - W52-FC Porto |
| |

## Etapas
| Etapa | Data    | Percurso               | type                      | Distância (km) | Vencedor             | Líder geral      |
| ----- | ------- | ---------------------- | ------------------------- | -------------- | -------------------- | ---------------- |
| 1     | 15 fev. | Albufeira – Lagos      | etapa plana               | 182,9          | Fernando Gaviria     | Fernando Gaviria |
| 2     | 16 fev. | Lagoa – Foia           | média montanha            | 189,3          | Daniel Martin        | Daniel Martin    |
| 3     | 17 fev. | Sagres – Sagres        | contrarrelógio individual | 18             | Jonathan Castroviejo | Primož Roglič    |
| 4     | 18 fev. | Almodôvar – Tavira     | etapa plana               | 203,4          | André Greipel        | Primož Roglič    |
| 5     | 19 fev. | Loulé – Alto do Malhão | média montanha            | 179,2          | Amaro Antunes        | Primož Roglič    |

## Desenvolvimento da carreira

### 1.ª etapa
| \| Classificação por etapas \| Classificação por etapas \| Classificação por etapas \| Classificação por etapas \| Classificação por etapas \| \| Ciclista \| Ciclista \| Equipe \| Tempo \| \| \| ------------------------ \| ------------------------ \| -------------------------- \| ------------------------ \| ------------------------ \| \| 1. \| Fernando Gaviria \| Quick-Step Floors \| 4h28m31s \| \| \| 2. \| André Greipel \| Lotto-Soudal \| + 0s \| \| \| 3. \| Nacer Bouhanni \| Cofidis, Solutions Crédits \| + 0s \| \| \| 4. \| Dylan Groenewegen \| LottoNL-Jumbo \| + 0s \| \| \| 5. \| John Degenkolb \| Trek-Segafredo \| + 0s \| \| \| 6. \| Baptiste Planckaert \| Katusha-Alpecin \| + 0s \| \| \| 7. \| Matteo Trentin \| Quick-Step Floors \| + 0s \| \| \| 8. \| Andrea Pasqualon \| Wanty-Groupe Gobert \| + 0s \| \| \| 9. \| Łukasz Wiśniowski \| Team Sky \| + 0s \| \| \| 10. \| Edvald Boasson Hagen \| Dimension Data \| + 0s \| \| |                      |                            |          |
| |                      |                            |          |
| |                      |                            |          |
| Classificação por etapas |                      |                            |          |
| Ciclista | Ciclista             | Equipe                     | Tempo    |
| 1. | Fernando Gaviria     | Quick-Step Floors          | 4h28m31s |
| 2. | André Greipel        | Lotto-Soudal               | + 0s     |
| 3. | Nacer Bouhanni       | Cofidis, Solutions Crédits | + 0s     |
| 4. | Dylan Groenewegen    | LottoNL-Jumbo              | + 0s     |
| 5. | John Degenkolb       | Trek-Segafredo             | + 0s     |
| 6. | Baptiste Planckaert  | Katusha-Alpecin            | + 0s     |
| 7. | Matteo Trentin       | Quick-Step Floors          | + 0s     |
| 8. | Andrea Pasqualon     | Wanty-Groupe Gobert        | + 0s     |
| 9. | Łukasz Wiśniowski    | Team Sky                   | + 0s     |
| 10. | Edvald Boasson Hagen | Dimension Data             | + 0s     |

| \| Classificação geral \| Classificação geral \| Classificação geral \| Classificação geral \| Classificação geral \| \| Ciclista \| Ciclista \| Equipe \| Tempo \| \| \| ------------------- \| ------------------- \| -------------------------- \| ------------------- \| ------------------- \| \| 1. \| Fernando Gaviria \| Quick-Step Floors \| 4h28m21s \| \| \| 2. \| Christoph Pfingsten \| Bora-Hansgrohe \| + 1s \| \| \| 3. \| André Greipel \| Lotto-Soudal \| + 4s \| \| \| 4. \| Justin Oien \| Caja Rural-Seguros RGA \| + 4s \| \| \| 5. \| Nacer Bouhanni \| Cofidis, Solutions Crédits \| + 6s \| \| \| 6. \| João Benta \| RP-Boavista \| + 8s \| \| \| 7. \| Dylan Groenewegen \| LottoNL-Jumbo \| + 10s \| \| \| 8. \| John Degenkolb \| Trek-Segafredo \| + 10s \| \| \| 9. \| Baptiste Planckaert \| Katusha-Alpecin \| + 10s \| \| \| 10. \| Matteo Trentin \| Quick-Step Floors \| + 10s \| \| |                     |                            |          |
| |                     |                            |          |
| |                     |                            |          |
| Classificação geral |                     |                            |          |
| Ciclista | Ciclista            | Equipe                     | Tempo    |
| 1. | Fernando Gaviria    | Quick-Step Floors          | 4h28m21s |
| 2. | Christoph Pfingsten | Bora-Hansgrohe             | + 1s     |
| 3. | André Greipel       | Lotto-Soudal               | + 4s     |
| 4. | Justin Oien         | Caja Rural-Seguros RGA     | + 4s     |
| 5. | Nacer Bouhanni      | Cofidis, Solutions Crédits | + 6s     |
| 6. | João Benta          | RP-Boavista                | + 8s     |
| 7. | Dylan Groenewegen   | LottoNL-Jumbo              | + 10s    |
| 8. | John Degenkolb      | Trek-Segafredo             | + 10s    |
| 9. | Baptiste Planckaert | Katusha-Alpecin            | + 10s    |
| 10. | Matteo Trentin      | Quick-Step Floors          | + 10s    |

### 2. ª etapa
| \| Classificação por etapas \| Classificação por etapas \| Classificação por etapas \| Classificação por etapas \| Classificação por etapas \| \| Ciclista \| Ciclista \| Equipe \| Tempo \| \| \| ------------------------ \| ------------------------ \| ------------------------------- \| ------------------------ \| ------------------------ \| \| 1. \| Daniel Martin \| Quick-Step Floors \| 4h46m35s \| \| \| 2. \| Primož Roglič \| LottoNL-Jumbo \| + 0s \| \| \| 3. \| Michał Kwiatkowski \| Team Sky \| + 20s \| \| \| 4. \| Amaro Antunes \| W52-FC Porto \| DQ \| \| \| 5. \| Rinaldo Nocentini \| Sporting-Tavira \| + 33s \| \| \| 6. \| Luis León Sánchez \| Astana \| + 35s \| \| \| 7. \| Jonathan Castroviejo \| Movistar Team \| + 35s \| \| \| 8. \| Tony Gallopin \| Lotto-Soudal \| + 35s \| \| \| 9. \| Edgar Pinto \| LA Aluminios-Metalusa-BlackJack \| + 35s \| \| \| 10. \| Tiesj Benoot \| Lotto-Soudal \| + 46s \| \| |                      |                                 |          |
| |                      |                                 |          |
| |                      |                                 |          |
| Classificação por etapas |                      |                                 |          |
| Ciclista | Ciclista             | Equipe                          | Tempo    |
| 1. | Daniel Martin        | Quick-Step Floors               | 4h46m35s |
| 2. | Primož Roglič        | LottoNL-Jumbo                   | + 0s     |
| 3. | Michał Kwiatkowski   | Team Sky                        | + 20s    |
| 4. | Amaro Antunes        | W52-FC Porto                    | DQ       |
| 5. | Rinaldo Nocentini    | Sporting-Tavira                 | + 33s    |
| 6. | Luis León Sánchez    | Astana                          | + 35s    |
| 7. | Jonathan Castroviejo | Movistar Team                   | + 35s    |
| 8. | Tony Gallopin        | Lotto-Soudal                    | + 35s    |
| 9. | Edgar Pinto          | LA Aluminios-Metalusa-BlackJack | + 35s    |
| 10. | Tiesj Benoot         | Lotto-Soudal                    | + 46s    |

| \| Classificação geral \| Classificação geral \| Classificação geral \| Classificação geral \| Classificação geral \| \| Ciclista \| Ciclista \| Equipe \| Tempo \| \| \| ------------------- \| -------------------- \| ------------------------------- \| ------------------- \| ------------------- \| \| 1. \| Daniel Martin \| Quick-Step Floors \| 9h14m56s \| \| \| 2. \| Primož Roglič \| LottoNL-Jumbo \| + 4s \| \| \| 3. \| Michał Kwiatkowski \| Team Sky \| + 26s \| \| \| 4. \| Amaro Antunes \| W52-FC Porto \| DQ \| \| \| 5. \| Tony Gallopin \| Lotto-Soudal \| + 43s \| \| \| 6. \| Rinaldo Nocentini \| Sporting-Tavira \| + 43s \| \| \| 7. \| Luis León Sánchez \| Astana \| + 45s \| \| \| 8. \| Edgar Pinto \| LA Aluminios-Metalusa-BlackJack \| + 45s \| \| \| 9. \| Jonathan Castroviejo \| Movistar Team \| + 45s \| \| \| 10. \| Tiesj Benoot \| Lotto-Soudal \| + 56s \| \| |                      |                                 |          |
| |                      |                                 |          |
| |                      |                                 |          |
| Classificação geral |                      |                                 |          |
| Ciclista | Ciclista             | Equipe                          | Tempo    |
| 1. | Daniel Martin        | Quick-Step Floors               | 9h14m56s |
| 2. | Primož Roglič        | LottoNL-Jumbo                   | + 4s     |
| 3. | Michał Kwiatkowski   | Team Sky                        | + 26s    |
| 4. | Amaro Antunes        | W52-FC Porto                    | DQ       |
| 5. | Tony Gallopin        | Lotto-Soudal                    | + 43s    |
| 6. | Rinaldo Nocentini    | Sporting-Tavira                 | + 43s    |
| 7. | Luis León Sánchez    | Astana                          | + 45s    |
| 8. | Edgar Pinto          | LA Aluminios-Metalusa-BlackJack | + 45s    |
| 9. | Jonathan Castroviejo | Movistar Team                   | + 45s    |
| 10. | Tiesj Benoot         | Lotto-Soudal                    | + 56s    |

### 3. ª etapa
| \| Classificação por etapas \| Classificação por etapas \| Classificação por etapas \| Classificação por etapas \| Classificação por etapas \| \| Ciclista \| Ciclista \| Equipe \| Tempo \| \| \| ------------------------ \| ------------------------ \| ------------------------ \| ------------------------ \| ------------------------ \| \| 1. \| Jonathan Castroviejo \| Movistar Team \| 21m24s \| \| \| 2. \| Tony Martin \| Katusha-Alpecin \| + 4s \| \| \| 3. \| Primož Roglič \| LottoNL-Jumbo \| + 5s \| \| \| 4. \| Michał Kwiatkowski \| Team Sky \| + 5s \| \| \| 5. \| Lars Boom \| LottoNL-Jumbo \| + 11s \| \| \| 6. \| Arnaud Démare \| FDJ \| + 12s \| \| \| 7. \| Alex Dowsett \| Movistar Team \| + 16s \| \| \| 8. \| Edvald Boasson Hagen \| Dimension Data \| + 20s \| \| \| 9. \| Nelson Oliveira \| Movistar Team \| + 20s \| \| \| 10. \| Tony Gallopin \| Lotto-Soudal \| + 21s \| \| |                      |                 |        |
| |                      |                 |        |
| |                      |                 |        |
| Classificação por etapas |                      |                 |        |
| Ciclista | Ciclista             | Equipe          | Tempo  |
| 1. | Jonathan Castroviejo | Movistar Team   | 21m24s |
| 2. | Tony Martin          | Katusha-Alpecin | + 4s   |
| 3. | Primož Roglič        | LottoNL-Jumbo   | + 5s   |
| 4. | Michał Kwiatkowski   | Team Sky        | + 5s   |
| 5. | Lars Boom            | LottoNL-Jumbo   | + 11s  |
| 6. | Arnaud Démare        | FDJ             | + 12s  |
| 7. | Alex Dowsett         | Movistar Team   | + 16s  |
| 8. | Edvald Boasson Hagen | Dimension Data  | + 20s  |
| 9. | Nelson Oliveira      | Movistar Team   | + 20s  |
| 10. | Tony Gallopin        | Lotto-Soudal    | + 21s  |

| \| Classificação geral \| Classificação geral \| Classificação geral \| Classificação geral \| Classificação geral \| \| Ciclista \| Ciclista \| Equipe \| Tempo \| \| \| ------------------- \| -------------------- \| ------------------- \| ------------------- \| ------------------- \| \| 1. \| Primož Roglič \| LottoNL-Jumbo \| 9h36m29s \| \| \| 2. \| Michał Kwiatkowski \| Team Sky \| + 22s \| \| \| 3. \| Jonathan Castroviejo \| Movistar Team \| + 36s \| \| \| 4. \| Tony Gallopin \| Lotto-Soudal \| + 55s \| \| \| 5. \| Luis León Sánchez \| Astana \| + 59s \| \| \| 6. \| Daniel Martin \| Quick-Step Floors \| + 1m31s \| \| \| 7. \| Tony Martin \| Katusha-Alpecin \| + 1m40s \| \| \| 8. \| Tiesj Benoot \| Lotto-Soudal \| + 1m49s \| \| \| 9. \| Amaro Antunes \| W52-FC Porto \| DQ \| \| \| 10. \| Rinaldo Nocentini \| Sporting-Tavira \| + 1m56s \| \| |                      |                   |          |
| |                      |                   |          |
| |                      |                   |          |
| Classificação geral |                      |                   |          |
| Ciclista | Ciclista             | Equipe            | Tempo    |
| 1. | Primož Roglič        | LottoNL-Jumbo     | 9h36m29s |
| 2. | Michał Kwiatkowski   | Team Sky          | + 22s    |
| 3. | Jonathan Castroviejo | Movistar Team     | + 36s    |
| 4. | Tony Gallopin        | Lotto-Soudal      | + 55s    |
| 5. | Luis León Sánchez    | Astana            | + 59s    |
| 6. | Daniel Martin        | Quick-Step Floors | + 1m31s  |
| 7. | Tony Martin          | Katusha-Alpecin   | + 1m40s  |
| 8. | Tiesj Benoot         | Lotto-Soudal      | + 1m49s  |
| 9. | Amaro Antunes        | W52-FC Porto      | DQ       |
| 10. | Rinaldo Nocentini    | Sporting-Tavira   | + 1m56s  |

### 4. ª etapa
| \| Classificação por etapas \| Classificação por etapas \| Classificação por etapas \| Classificação por etapas \| Classificação por etapas \| \| Ciclista \| Ciclista \| Equipe \| Tempo \| \| \| ------------------------ \| ------------------------ \| -------------------------- \| ------------------------ \| ------------------------ \| \| 1. \| André Greipel \| Lotto-Soudal \| 4h57m51s \| \| \| 2. \| John Degenkolb \| Trek-Segafredo \| + 0s \| \| \| 3. \| Dylan Groenewegen \| LottoNL-Jumbo \| + 0s \| \| \| 4. \| Arnaud Démare \| FDJ \| + 0s \| \| \| 5. \| Jasper Stuyven \| Trek-Segafredo \| + 0s \| \| \| 6. \| Andrea Pasqualon \| Wanty-Groupe Gobert \| + 0s \| \| \| 7. \| Fernando Gaviria \| Quick-Step Floors \| + 0s \| \| \| 8. \| Nacer Bouhanni \| Cofidis, Solutions Crédits \| + 0s \| \| \| 9. \| Michaek Schwarzmann \| Bora-Hansgrohe \| + 0s \| \| \| 10. \| Edvald Boasson Hagen \| Dimension Data \| + 0s \| \| |                      |                            |          |
| |                      |                            |          |
| |                      |                            |          |
| Classificação por etapas |                      |                            |          |
| Ciclista | Ciclista             | Equipe                     | Tempo    |
| 1. | André Greipel        | Lotto-Soudal               | 4h57m51s |
| 2. | John Degenkolb       | Trek-Segafredo             | + 0s     |
| 3. | Dylan Groenewegen    | LottoNL-Jumbo              | + 0s     |
| 4. | Arnaud Démare        | FDJ                        | + 0s     |
| 5. | Jasper Stuyven       | Trek-Segafredo             | + 0s     |
| 6. | Andrea Pasqualon     | Wanty-Groupe Gobert        | + 0s     |
| 7. | Fernando Gaviria     | Quick-Step Floors          | + 0s     |
| 8. | Nacer Bouhanni       | Cofidis, Solutions Crédits | + 0s     |
| 9. | Michaek Schwarzmann  | Bora-Hansgrohe             | + 0s     |
| 10. | Edvald Boasson Hagen | Dimension Data             | + 0s     |

| \| Classificação geral \| Classificação geral \| Classificação geral \| Classificação geral \| Classificação geral \| \| Ciclista \| Ciclista \| Equipe \| Tempo \| \| \| ------------------- \| -------------------- \| ------------------- \| ------------------- \| ------------------- \| \| 1. \| Primož Roglič \| LottoNL-Jumbo \| 14h34m20s \| \| \| 2. \| Michał Kwiatkowski \| Team Sky \| + 22s \| \| \| 3. \| Jonathan Castroviejo \| Movistar Team \| + 36s \| \| \| 4. \| Tony Gallopin \| Lotto-Soudal \| + 55s \| \| \| 5. \| Luis León Sánchez \| Astana \| + 59s \| \| \| 6. \| Daniel Martin \| Quick-Step Floors \| + 1m31s \| \| \| 7. \| Tony Martin \| Katusha-Alpecin \| + 1m40s \| \| \| 8. \| Tiesj Benoot \| Lotto-Soudal \| + 1m49s \| \| \| 9. \| Amaro Antunes \| W52-FC Porto \| DQ \| \| \| 10. \| Rinaldo Nocentini \| Sporting-Tavira \| + 1m56s \| \| |                      |                   |           |
| |                      |                   |           |
| |                      |                   |           |
| Classificação geral |                      |                   |           |
| Ciclista | Ciclista             | Equipe            | Tempo     |
| 1. | Primož Roglič        | LottoNL-Jumbo     | 14h34m20s |
| 2. | Michał Kwiatkowski   | Team Sky          | + 22s     |
| 3. | Jonathan Castroviejo | Movistar Team     | + 36s     |
| 4. | Tony Gallopin        | Lotto-Soudal      | + 55s     |
| 5. | Luis León Sánchez    | Astana            | + 59s     |
| 6. | Daniel Martin        | Quick-Step Floors | + 1m31s   |
| 7. | Tony Martin          | Katusha-Alpecin   | + 1m40s   |
| 8. | Tiesj Benoot         | Lotto-Soudal      | + 1m49s   |
| 9. | Amaro Antunes        | W52-FC Porto      | DQ        |
| 10. | Rinaldo Nocentini    | Sporting-Tavira   | + 1m56s   |

### 5. ª etapa
| \| Classificação por etapas \| Classificação por etapas \| Classificação por etapas \| Classificação por etapas \| Classificação por etapas \| \| Ciclista \| Ciclista \| Equipe \| Tempo \| \| \| ------------------------ \| ------------------------ \| --------------------------- \| ------------------------ \| ------------------------ \| \| 1. \| Amaro Antunes \| W52-FC Porto \| DQ \| \| \| 2. \| Vicente García de Mateos \| Louletano-Hospital de Loulé \| + 12s \| \| \| 3. \| Tiesj Benoot \| Lotto-Soudal \| + 12s \| \| \| 4. \| Michał Kwiatkowski \| Team Sky \| + 15s \| \| \| 5. \| Primož Roglič \| LottoNL-Jumbo \| + 15s \| \| \| 6. \| Rinaldo Nocentini \| Sporting-Tavira \| + 15s \| \| \| 7. \| Jaime Rosón \| Caja Rural-Seguros RGA \| + 15s \| \| \| 8. \| Luis León Sánchez \| Astana \| + 15s \| \| \| 9. \| Tony Gallopin \| Lotto-Soudal \| + 15s \| \| \| 10. \| David de la Fuente \| Louletano-Hospital de Loulé \| + 15s \| \| |                          |                             |       |
| |                          |                             |       |
| |                          |                             |       |
| Classificação por etapas |                          |                             |       |
| Ciclista | Ciclista                 | Equipe                      | Tempo |
| 1. | Amaro Antunes            | W52-FC Porto                | DQ    |
| 2. | Vicente García de Mateos | Louletano-Hospital de Loulé | + 12s |
| 3. | Tiesj Benoot             | Lotto-Soudal                | + 12s |
| 4. | Michał Kwiatkowski       | Team Sky                    | + 15s |
| 5. | Primož Roglič            | LottoNL-Jumbo               | + 15s |
| 6. | Rinaldo Nocentini        | Sporting-Tavira             | + 15s |
| 7. | Jaime Rosón              | Caja Rural-Seguros RGA      | + 15s |
| 8. | Luis León Sánchez        | Astana                      | + 15s |
| 9. | Tony Gallopin            | Lotto-Soudal                | + 15s |
| 10. | David de la Fuente       | Louletano-Hospital de Loulé | + 15s |

## Classificações finals

### Classificação geral final
| \| Classificação geral \| Classificação geral \| Classificação geral \| Classificação geral \| Classificação geral \| \| Ciclista \| Ciclista \| Equipe \| Tempo \| \| \| ------------------- \| -------------------- \| ------------------------------- \| ------------------- \| ------------------- \| \| 1. \| Primož Roglič \| LottoNL-Jumbo \| 19h04m03s \| \| \| 2. \| Michał Kwiatkowski \| Team Sky \| + 22s \| \| \| 3. \| Tony Gallopin \| Lotto-Soudal \| + 55s \| \| \| 4. \| Luis León Sánchez \| Astana \| + 59s \| \| \| 5. \| Amaro Antunes \| W52-FC Porto \| DQ \| \| \| 6. \| Daniel Martin \| Quick-Step Floors \| + 1m36s \| \| \| 7. \| Jonathan Castroviejo \| Movistar Team \| + 1m40s \| \| \| 8. \| Tiesj Benoot \| Lotto-Soudal \| + 1m42s \| \| \| 9. \| Rinaldo Nocentini \| Sporting-Tavira \| + 1m56s \| \| \| 10. \| Edgar Pinto \| LA Aluminios-Metalusa-BlackJack \| + 2m19s \| \| \| 11. \| Tony Martin \| Katusha-Alpecin \| + 2m38s \| \| \| 12. \| Simon Špilak \| Katusha-Alpecin \| + 2m41s \| \| \| 13. \| Alejandro Marque \| Sporting-Tavira \| + 2m46s \| \| \| 14. \| Davide Villella \| Cannondale-Drapac \| + 2m50s \| \| \| 15. \| Pello Bilbao \| Astana \| + 3m13s \| \| |                      |                                 |           |
| |                      |                                 |           |
| Fonte: ProCyclingStats |                      |                                 |           |
| Classificação geral |                      |                                 |           |
| Ciclista | Ciclista             | Equipe                          | Tempo     |
| 1. | Primož Roglič        | LottoNL-Jumbo                   | 19h04m03s |
| 2. | Michał Kwiatkowski   | Team Sky                        | + 22s     |
| 3. | Tony Gallopin        | Lotto-Soudal                    | + 55s     |
| 4. | Luis León Sánchez    | Astana                          | + 59s     |
| 5. | Amaro Antunes        | W52-FC Porto                    | DQ        |
| 6. | Daniel Martin        | Quick-Step Floors               | + 1m36s   |
| 7. | Jonathan Castroviejo | Movistar Team                   | + 1m40s   |
| 8. | Tiesj Benoot         | Lotto-Soudal                    | + 1m42s   |
| 9. | Rinaldo Nocentini    | Sporting-Tavira                 | + 1m56s   |
| 10. | Edgar Pinto          | LA Aluminios-Metalusa-BlackJack | + 2m19s   |
| 11. | Tony Martin          | Katusha-Alpecin                 | + 2m38s   |
| 12. | Simon Špilak         | Katusha-Alpecin                 | + 2m41s   |
| 13. | Alejandro Marque     | Sporting-Tavira                 | + 2m46s   |
| 14. | Davide Villella      | Cannondale-Drapac               | + 2m50s   |
| 15. | Pello Bilbao         | Astana                          | + 3m13s   |

## Líderes Classificações
| Etapa | Vencedor da Etapa    | Classificação Geral · | Classificação Montanha · | Classificação Juventude · | Classificação Pontos · | Classificação Equipas |
| ----- | -------------------- | --------------------- | ------------------------ | ------------------------- | ---------------------- | --------------------- |
| 1     | Fernando Gaviria     | Fernando Gaviria      | Adam de Vos              | Fernando Gaviria          | Fernando Gaviria       | {Quick-Step Floors    |
| 2     | Dan Martin           | Dan Martin            | Dan Martin               | Tiesj Benoot              | Dan Martin             | Astana                |
| 3     | Jonathan Castroviejo | Primož Roglič         | Dan Martin               | Tiesj Benoot              | Dan Martin             | Movistar              |
| 4     | André Greipel        | Primož Roglič         | Dan Martin               | Tiesj Benoot              | André Greipel          | Movistar              |
| 5     | Amaro Antunes        | Primož Roglič         | Juan Felipe Osorio       | Tiesj Benoot              | André Greipel          | Astana                |
| Final | Final                | Primož Roglič         | Juan Felipe Osorio       | Tiesj Benoot              | André Greipel          | Astana                |

### UCI Europe Tour
Esta Volta ao Algarve atribui pontos para o UCI Europe Tour de 2017, compreendi aos corredores que fazem parte de uma equipa que tem um label WorldTeam. Ademais a carreira da o mesmo número de pontos individualmente a todos os corredores para o Classificação Mundial UCI de 2017.
| Posição.            | 1.º | 2.º | 3.º | 4.º | 5.º | 6.º | 7.º | 8.º | 9.º | 10.º | 11.º | 12.º | 13.º | 14.º | 15.º | 16.º a 30.º | 31.º a 40.º |
| Classificação geral | 200 | 150 | 125 | 100 | 85  | 70  | 60  | 50  | 40  | 35   | 30   | 25   | 20   | 15   | 10   | 5           | 3           |
| Por etapa           | 20  | 10  | 5   |     |     |     |     |     |     |      |      |      |      |      |      |             |             |
| Líder, por etapa    | 5   |     |     |     |     |     |     |     |     |      |      |      |      |      |      |             |             |

## Lista dos participantes
| Legenda                       | Legenda | Legenda                                 | Legenda                                                                                 |
| ----------------------------- | --- | --------------------------------------- | --------------------------------------------------------------------------------------- |
| Num                           | Jersey de saída vestida pelo corredor neste                                                                         | Pos                                     | Posição final na classificação geral                                                    |
| Leader da classificação geral | Indica o vencedor da classificação geral                                                                            | [[Imagem:\|20px\|class=noviewer\|]]     | Indica o vencedor da classificação por pontos                                           |
|                               | Indica o vencedor da classificação da montanha                                                                      | Leader da classificação do melhor jovem | Indica o vencedor da classificação do melhor jovem                                      |
|                               | Indica uma camisola de campeão nacional ou mundial, indica a sua especialidade                                      | #                                       | Indica a melhor equipa                                                                  |
| NP                            | Indica um corredor que não tomou a saída de uma etapa, indica o número da etapa onde se retirou                     | AB                                      | Indica um corredor que não terminou uma etapa, indica o número da etapa onde se retirou |
| HD                            | Indica um corredor que terminou uma etapa fora de tempo, indica o número de etapa                                   | DSQ                                     | Indica um corredor que foi desqualificado da corrida, indica o número da etapa          |
| *                             | Indica um corredor válido para a classificação do melhor jovem (corredores nascidos depois de 1 de janeiro de 1994) |                                         |                                                                                         |

| Astana Pro Team AST   | Astana Pro Team AST                       | Astana Pro Team AST |
| --------------------- | ----------------------------------------- | ------------------- |
| Num                   | Corredor                                  | Pos                 |
| 1                     | Peio Bilbao (ESP)                         | 16.º                |
| 2                     | Dario Cataldo (ITA)                       | AB-5                |
| 3                     | Sergey Chernetskiy (RUS) (Contrarrelógio) | 53.º                |
| 4                     | Oscar Gatto (ITA)                         | 91.º                |
| 5                     | Jesper Hansen (DEN)                       | 54.º                |
| 6                     | Moreno Moser (ITA)                        | 43.º                |
| 7                     | Luis León Sánchez (ESP)                   | 4.º                 |
| 8                     | Michele Scarponi (ITA)                    | 19.º                |
| Director desportivo : |                                           |                     |

| Bora-Hansgrohe BOH    | Bora-Hansgrohe BOH          | Bora-Hansgrohe BOH |
| --------------------- | --------------------------- | ------------------ |
| Num                   | Corredor                    | Pos                |
| 11                    | Jan Bárta (CZE)             | 27.º               |
| 12                    | Cesare Benedetti (ITA)      | 79.º               |
| 13                    | Silvio Herklotz (GER)       | 28.º               |
| 14                    | José Mendes (POR) (Estrada) | 34.º               |
| 15                    | Christoph Pfingsten (GER)   | 74.º               |
| 16                    | Lukas Pöstlberger (AUT)     | 130.º              |
| 17                    | Andreas Schillinger (GER)   | 103.º              |
| 18                    | Michael Schwarzmann (GER)   | 113.º              |
| Director desportivo : |                             |                    |

| Cannondale-Drapac CDT | Cannondale-Drapac CDT                 | Cannondale-Drapac CDT |
| --------------------- | ------------------------------------- | --------------------- |
| Num                   | Corredor                              | Pos                   |
| 21                    | Alberto Bettiol (ITA)                 | 64.º                  |
| 22                    | Sebastian Langeveld (NED)             | 131.º                 |
| 23                    | Ryan Mullen (IRL)                     | 149.º                 |
| 24                    | Taylor Phinney (USA) (Contrarrelógio) | 143.º                 |
| 25                    | Dylan van Baarle (NED)                | 47.º                  |
| 26                    | Sep Vanmarcke (BEL)                   | 88.º                  |
| 27                    | Davide Villella (ITA)                 | 14.º                  |
| 28                    | Wouter Wippert (NED)                  | 137.º                 |
| Director desportivo : |                                       |                       |

| FDJ                   | FDJ                                        | FDJ   |
| --------------------- | ------------------------------------------ | ----- |
| Num                   | Corredor                                   | Pos   |
| 31                    | Arnaud Démare (FRA)                        | 99.º  |
| 32                    | Mickaël Delage (FRA)                       | 134.º |
| 33                    | Marc Fournier (FRA)                        | AB-5  |
| 34                    | David Gaudu (FRA)                          | 37.º  |
| 35                    | Jacopo Guarnieri (ITA)                     | 147.º |
| 36                    | Ignatas Konovalovas (LTU) (Contrarrelógio) | 119.º |
| 37                    | Marc Sarreau (FRA)                         | 138.º |
| 38                    | Benoît Vaugrenard (FRA)                    | 71.º  |
| Director desportivo : |                                            |       |

| Lotto-Soudal LTS      | Lotto-Soudal LTS              | Lotto-Soudal LTS |
| --------------------- | ----------------------------- | ---------------- |
| Num                   | Corredor                      | Pos              |
| 41                    | Tiesj Benoot (BEL)            | 8.º              |
| 42                    | Jens Debusschere (BEL)        | AB-5             |
| 43                    | Tony Gallopin (FRA)           | 3.º              |
| 44                    | André Greipel (GER) (Estrada) | 107.º            |
| 45                    | Nikolas Maes (BEL)            | 140.º            |
| 46                    | Jürgen Roelandts (BEL)        | 87.º             |
| 47                    | Frederik Frison (BEL)         | 135.º            |
| 48                    | Jelle Wallays (BEL)           | 126.º            |
| Director desportivo : |                               |                  |

| Movistar MOV          | Movistar MOV                                | Movistar MOV |
| --------------------- | ------------------------------------------- | ------------ |
| Num                   | Corredor                                    | Pos          |
| 51                    | Carlos Barbero (ESP)                        | AB-5         |
| 52                    | Nuno Bico (POR)                             | 63.º         |
| 53                    | Richard Carapaz (ECU)                       | AB-5         |
| 54                    | Héctor Carretero (ESP)                      | 59.º         |
| 55                    | Jonathan Castroviejo (ESP) (Contrarrelógio) | 7.º          |
| 56                    | Nelson Oliveira (POR) (Contrarrelógio)      | 18.º         |
| 57                    | Antonio Pedrero (ESP)                       | 32.º         |
| 58                    | Alex Dowsett (GBR) (Contrarrelógio)         | NP-4         |
| Director desportivo : |                                             |              |

| Quick-Step Floors     | Quick-Step Floors         | Quick-Step Floors |
| --------------------- | ------------------------- | ----------------- |
| Num                   | Corredor                  | Pos               |
| 61                    | Daniel Martin (IRL)       | 6.º               |
| 62                    | Fernando Gaviria (COL)    | AB-5              |
| 63                    | Dries Devenyns (BEL)      | 48.º              |
| 64                    | Enric Mas (ESP)           | 33.º              |
| 65                    | Maximiliano Richeze (ARG) | 153.º             |
| 66                    | Zdeněk Štybar (CZE)       | 40.º              |
| 67                    | Matteo Trentin (ITA)      | 138.º             |
| 68                    | Julien Vermote (BEL)      | 62.º              |
| Director desportivo : |                           |                   |

| Dimension Data DDD    | Dimension Data DDD                                    | Dimension Data DDD |
| --------------------- | ----------------------------------------------------- | ------------------ |
| Num                   | Corredor                                              | Pos                |
| 71                    | Natnael Berhane (ERI)                                 | 135.º              |
| 72                    | Edvald Boasson Hagen (NOR) (Estrada e Contrarrelógio) | 52.º               |
| 73                    | Steve Cummings (GBR)                                  | AB-2               |
| 74                    | Omar Fraile (ESP)                                     | AB-5               |
| 75                    | Benjamin King (USA)                                   | 81.º               |
| 76                    | Scott Thwaites (GBR)                                  | 44.º               |
| 77                    | Johann van Zyl (RSA)                                  | 145.º              |
| 78                    | Mark Cavendish (GBR)                                  | AB-5               |
| Director desportivo : |                                                       |                    |

| Katusha-Alpecin KAT   | Katusha-Alpecin KAT                                 | Katusha-Alpecin KAT |
| --------------------- | --------------------------------------------------- | ------------------- |
| Num                   | Corredor                                            | Pos                 |
| 81                    | Tony Martin (GER) (Contrarrelógio) (Contrarrelógio) | 11.º                |
| 82                    | José Gonçalves (POR)                                | 51.º                |
| 83                    | Maurits Lammertink (NED)                            | 30.º                |
| 84                    | Tiago Machado (POR)                                 | 20.º                |
| 85                    | Sven Erik Bystrøm (NOR)                             | AB-5                |
| 86                    | Simon Špilak (SLO)                                  | 12.º                |
| 87                    | Baptiste Planckaert (BEL)                           | AB-5                |
| 88                    | Mads Würtz Schmidt (DEN)                            | 108.º               |
| Director desportivo : |                                                     |                     |

| Lotto NL-Jumbo LNJ    | Lotto NL-Jumbo LNJ                   | Lotto NL-Jumbo LNJ |
| --------------------- | ------------------------------------ | ------------------ |
| Num                   | Corredor                             | Pos                |
| 91                    | Lars Boom (NED)                      | 83.º               |
| 92                    | Dylan Groenewegen (NED) (Estrada)    | AB-5               |
| 93                    | Gijs Van Hoecke (BEL)                | AB-5               |
| 94                    | Tom Leezer (NED)                     | 110.º              |
| 95                    | Primož Roglič (SLO) (Contrarrelógio) | 1.º                |
| 96                    | Timo Roosen (NED)                    | 85.º               |
| 97                    | Robert Wagner (GER)                  | AB-5               |
| 98                    | Maarten Wynants (BEL)                | AB-5               |
| Director desportivo : |                                      |                    |

| Team Sky SKY          | Team Sky SKY             | Team Sky SKY |
| --------------------- | ------------------------ | ------------ |
| Num                   | Corredor                 | Pos          |
| 101                   | Ian Boswell (USA)        | AB-2         |
| 102                   | Philip Deignan (IRL)     | 111.º        |
| 103                   | Tao Geoghegan Hart (GBR) | 42.º         |
| 104                   | Michał Gołtemś (POL)     | 67.º         |
| 105                   | Michał Kwiatkowski (POL) | 2.º          |
| 106                   | Gianni Moscon (ITA)      | 29.º         |
| 107                   | Salvatore Puccio (ITA)   | 41.º         |
| 108                   | Łukasz Wiśniowski (POL)  | 80.º         |
| Director desportivo : |                          |              |

| Trek-Segafredo TSF    | Trek-Segafredo TSF    | Trek-Segafredo TSF |
| --------------------- | --------------------- | ------------------ |
| Num                   | Corredor              | Pos                |
| 111                   | Ruben Guerreiro (POR) | AB-4               |
| 112                   | John Degenkolb (GER)  | 69.º               |
| 113                   | Koen de Kort (NED)    | 72.º               |
| 114                   | Mads Pedersen (DEN)   | 102.º              |
| 115                   | Grégory Rast (SUI)    | 97.º               |
| 116                   | Jasper Stuyven (BEL)  | 25.º               |
| 117                   | Edward Theuns (BEL)   | 95.º               |
| 118                   | Boy van Poppel (NED)  | 139.º              |
| Director desportivo : |                       |                    |

| Caja Rural-Seguros RGA CJR | Caja Rural-Seguros RGA CJR | Caja Rural-Seguros RGA CJR |
| -------------------------- | -------------------------- | -------------------------- |
| Num                        | Corredor                   | Pos                        |
| 121                        | Jaime Rosón (ESP)          | 15.º                       |
| 122                        | Fabricio Ferrari (URU)     | 60.º                       |
| 123                        | Dylan Page (SUI)           | AB-5                       |
| 124                        | Jonathan Lastra (ESP)      | 66.º                       |
| 125                        |                            |                            |
| 126                        | Josu Zabala (ESP)          | 142.º                      |
| 127                        |                            |                            |
| 128                        | Justin Oien (USA)          | 112.º                      |
| Director desportivo :      |                            |                            |

| Cofidis               | Cofidis                   | Cofidis |
| --------------------- | ------------------------- | ------- |
| Num                   | Corredor                  | Pos     |
| 131                   | Nacer Bouhanni (FRA)      | 124.º   |
| 132                   | Jimmy Turgis (FRA)        | 125.º   |
| 133                   | Michael Van Staeyen (BEL) | NP-5    |
| 134                   | Christophe Laporte (FRA)  | AB-5    |
| 135                   | Geoffrey Soupe (FRA)      | 104.º   |
| 136                   | Anthony Turgis (FRA)      | 21.º    |
| 137                   | Kenneth Van Bilsen (BEL)  | AB-5    |
| 138                   | Jonas Van Genechten (BEL) | 150.º   |
| Director desportivo : |                           |         |

| Gazprom-RusVelo       | Gazprom-RusVelo           | Gazprom-RusVelo |
| --------------------- | ------------------------- | --------------- |
| Num                   | Corredor                  | Pos             |
| 141                   | Alexander Foliforov (RUS) | 92.º            |
| 142                   | Alexey Tsatevitch (RUS)   | 121.º           |
| 143                   | Igor Boev (RUS)           | 156.º           |
| 144                   | Evgeny Shalunov (RUS)     | 123.º           |
| 145                   | Artem Nych (RUS)          | 39.º            |
| 146                   | Aleksey Rybalkin (RUS)    | 153.º           |
| 147                   | Sergey Nikolaev (RUS)     | 100.º           |
| 148                   | Ildar Arslanov (RUS)      | 96.º            |
| Director desportivo : |                           |                 |

| Manzana Postobón MZN  | Manzana Postobón MZN     | Manzana Postobón MZN |
| --------------------- | ------------------------ | -------------------- |
| Num                   | Corredor                 | Pos                  |
| 151                   | Ricardo Vilela (POR)     | 17.º                 |
| 152                   | Antonio iPedra (ESP)     | 77.º                 |
| 153                   | Aldemar Reyes (COL)      | 84.º                 |
| 154                   | Hernán Aguirre (COL)     | 55.º                 |
| 155                   | Sebastián Molano (COL)   | AB-5                 |
| 156                   | Hernando Bohórquez (COL) | 50.º                 |
| 157                   | Jetse Bol (NED)          | 98.º                 |
| 158                   | Juan Felipe Osorio (COL) | 56.º                 |
| Director desportivo : |                          |                      |

| Roompot-Nederlandse Loterij RNL | Roompot-Nederlandse Loterij RNL | Roompot-Nederlandse Loterij RNL |
| ------------------------------- | ------------------------------- | ------------------------------- |
| Num                             | Corredor                        | Pos                             |
| 161                             | Jesper Asselman (NED)           | 70.º                            |
| 162                             | André Looij (NED)               | 145.º                           |
| 163                             | Jeroen Meijers (NED)            | AB-1                            |
| 164                             | Martijn Tusveld (NED)           | 36.º                            |
| 165                             | Taco van der Hoorn (NED)        | AB-5                            |
| 166                             | Sjoerd van Ginneken (NED)       | 129.º                           |
| 167                             | Brian van Goethem (NED)         | 127.º                           |
| 168                             | Coen Vermeltfoort (NED)         | 101.º                           |
| Director desportivo :           |                                 |                                 |

| Wanty-Groupe Gobert WGG | Wanty-Groupe Gobert WGG        | Wanty-Groupe Gobert WGG |
| ----------------------- | ------------------------------ | ----------------------- |
| Num                     | Corredor                       | Pos                     |
| 171                     | Frederik Backaert (BEL)        | 22.º                    |
| 172                     | Thomas Degand (BEL)            | 45.º                    |
| 173                     |                                |                         |
| 174                     | Yoann Offredo (FRA)            | 24.º                    |
| 175                     | Andrea Pasqualon (ITA)         | 89.º                    |
| 176                     | Dion Smith (NZL)               | 38.º                    |
| 177                     | Guillaume Van Keirsbulck (BEL) | AB-5                    |
| 178                     | Pieter Vanspeybrouck (BEL)     | 93.º                    |
| Director desportivo :   |                                |                         |

| Efapel EFP            | Efapel EFP              | Efapel EFP |
| --------------------- | ----------------------- | ---------- |
| Num                   | Corredor                | Pos        |
| 181                   | Sérgio Paulinho (POR)   | 57.º       |
| 182                   | Rafael Silva (POR)      | AB-5       |
| 183                   | Daniel Mestre (POR)     | AB-5       |
| 184                   | Henrique Casimiro (POR) | 61.º       |
| 185                   | Mateo García (COL)      | 116.º      |
| 186                   | António Barbio (POR)    | AB-5       |
| 187                   | Jesús do Pino (ESP)     | 68.º       |
| 188                   | Álvaro Trueba (ESP)     | 78.º       |
| Director desportivo : |                         |            |

| LA-Metalusa-BlackJack LAA | LA-Metalusa-BlackJack LAA | LA-Metalusa-BlackJack LAA |
| ------------------------- | ------------------------- | ------------------------- |
| Num                       | Corredor                  | Pos                       |
| 191                       | Edgar Pinto (POR)         | 10.º                      |
| 192                       | César Deshielo (POR)      | 58.º                      |
| 193                       | Luís Afonso (POR)         | 132.º                     |
| 194                       | João Matias (POR)         | AB-5                      |
| 195                       | Zulmiro Magalhães (POR)   | AB-5                      |
| 196                       | Samuel Blanco (ESP)       | 148.º                     |
| 197                       | Antonio Angulo (ESP)      | 114.º                     |
| 198                       | Hugo Sancho (POR)         | 118.º                     |
| Director desportivo :     |                           |                           |

| Louletano-Hospital de Loulé LHL | Louletano-Hospital de Loulé LHL | Louletano-Hospital de Loulé LHL |
| ------------------------------- | ------------------------------- | ------------------------------- |
| Num                             | Corredor                        | Pos                             |
| 201                             | Pedro Paulinho (POR)            | AB-5                            |
| 202                             | Vicente García de Mateos (ESP)  | 31.º                            |
| 203                             | Hélder Ferreira (POR)           | AB-5                            |
| 204                             | David de la Fuente (ESP)        | 23.º                            |
| 205                             | Luís Mendonça (POR)             | 118.º                           |
| 206                             | Nuno Almeida (POR)              | 106.º                           |
| 207                             | Sandro Pinto (POR)              | AB-5                            |
| 208                             | Óscar Hernández (ESP)           | 90.º                            |
| Director desportivo :           |                                 |                                 |

| Rally Cycling RLY     | Rally Cycling RLY    | Rally Cycling RLY |
| --------------------- | -------------------- | ----------------- |
| Num                   | Corredor             | Pos               |
| 211                   | Rob Britton (CAN)    | 82.º              |
| 212                   | Matteo Dal-Cin (CAN) | AB-5              |
| 213                   | Adam de Vos (CAN)    | 155.º             |
| 214                   | Evan Huffman (USA)   | 94.º              |
| 215                   | Merluza Joyce (USA)  | AB-5              |
| 216                   | Sepp Kuss (USA)      | 76.º              |
| 217                   | Eric Young (USA)     | AB-5              |
| 218                   | Danny Pate (USA)     | 109.º             |
| Director desportivo : |                      |                   |

| Rádio Popular-Boavista RPB | Rádio Popular-Boavista RPB | Rádio Popular-Boavista RPB |
| -------------------------- | -------------------------- | -------------------------- |
| Num                        | Corredor                   | Pos                        |
| 221                        | Domingos Gonçalves (POR)   | AB-5                       |
| 222                        | Víctor Etxeberria (ESP)    | 35.º                       |
| 223                        | Filipe Cardoso (POR)       | AB-5                       |
| 224                        | Luís Gomes (POR)           | 144.º                      |
| 225                        | Pablo Guerrero (ESP)       | 105.º                      |
| 226                        | Xuban Errazkin (ESP)       | 49.º                       |
| 227                        | Daniel Sánchez (ESP)       | 148.º                      |
| 228                        | João Benta (POR)           | 131.º                      |
| Director desportivo :      |                            |                            |

| Sporting-Tavira TAV   | Sporting-Tavira TAV       | Sporting-Tavira TAV |
| --------------------- | ------------------------- | ------------------- |
| Num                   | Corredor                  | Pos                 |
| 231                   | Rinaldo Nocentini (ITA)   | 9.º                 |
| 232                   | Jesús Ezquerra (ESP)      | 46.º                |
| 233                   | David Livramento (POR)    | 121.º               |
| 234                   | Fábio Silvestre (POR)     | 151.º               |
| 235                   | Óscar González Brea (ESP) | 154.º               |
| 236                   | Alejandro Marque (ESP)    | 13.º                |
| 237                   | Shaun-Nick Bester (RSA)   | 115.º               |
| 238                   | Joni Brandão (POR)        | 127.º               |
| Director desportivo : |                           |                     |

| W52-FC Porto W52      | W52-FC Porto W52       | W52-FC Porto W52 |
| --------------------- | ---------------------- | ---------------- |
| Num                   | Corredor               | Pos              |
| 241                   | Amaro Antunes (POR)    | 5.º              |
| 242                   | Raúl Alarcón (ESP)     | 86.º             |
| 243                   | Ricardo Mestre (POR)   | 73.º             |
| 244                   | Jacobo Ucha (ESP)      | AB-5             |
| 245                   | Joaquim Silva (POR)    | 26.º             |
| 246                   | Rui Vinhas (POR)       | 65.º             |
| 247                   | Tiago Ferreira (POR)   | AB-5             |
| 248                   | António Carvalho (POR) | 75.º             |
| Director desportivo : |                        |                  |